# Roger Hunt
Roger Hunt (Golborne, 1938. július 20. – 2021. szeptember 27.) világbajnok angol válogatott labdarúgó.
Az angol válogatott tagjaként részt vett az 1962-es és az 1966-os világbajnokságon, illetve az 1968-as Európa-bajnokságon.

## Sikerei, díjai
Liverpool
- Angol bajnok (2): 1963–64, 1965–66
- Angol kupa (1): 1964–65
- Angol szuperkupa (3): 1964, 1965, 1966
- Angol másodosztály (1): 1961–62

Anglia
- Világbajnok (1): 1966
- Európa-bajnoki bronzérmes (1): 1968